# Sidi Moumen
Sidi Moumen (arabiska: سيدي مومن) är ett arrondissement i Casablanca i Marocko. Antalet invånare var 454 779 vid folkräkningen 2014.